# (4211) Rosniblett
(4211) Rosniblett est un astéroïde de la ceinture principale.

## Description
(4211) Rosniblett est un astéroïde de la ceinture principale. Il fut découvert le 12 septembre 1987 à La Silla par Henri Debehogne. Il présente une orbite caractérisée par un demi-grand axe de 3,19 UA, une excentricité de 0,20 et une inclinaison de 0,6° par rapport à l'écliptique.

## Compléments